# Местечкин, Марк Соломонович
Ма́рк Соломо́нович Месте́чкин (16 (29) марта 1900, Киев — 29 ноября 1981, Москва) — советский цирковой режиссёр, народный артист РСФСР (1969), кандидат искусствоведения (1971). 
М. Местечкин ставил различные сюжетно-тематические спектакли, сборные программы. Глубокое знание особенности циркового искусства помогало М. Местечкину подчинять цирковые трюки общему замыслу спектакля.
М. Местечкин много и постоянно работал с клоунами (Карандашом, Ю. Никулиным, М. Шуйдиным, О. Поповым, Б. Вяткиным и многими другими). Немалым успехом пользовался поставленный М. Местечкиным номер музыкальных эксцентриков Е. Амвросьевой и Г. Шахнина.

## Биография
- В 1919—1926 годах работал как актёр в киевском театре Соловцова, в первом театре РСФСР в Москве, в театре Революции; в московском театре-кабаре Нерыдай выступал как конферансье.[2]
- В 1926—1930 годах преподавал курс клоунады в МАЦИС.
- С 1930 года — художественный руководитель эстрадного ансамбля и режиссёр акробатического ансамбля ЦДКЖ.
- С 1948 года — режиссёр всесоюзного объединения государственных цирков.
- С 1954 года — главный режиссёр Московского цирка на Цветном бульваре.
- С 1964 года руководил студией клоунады там же.
- С 1977 года — профессор отделения режиссуры цирка ГИТИСа.

## Семья
Дочь — актриса Людмила Сухолинская-Местечкина.

## Основные постановки
- «Маленький Пьер» (1949)
- «Отважные» (1953)
- «Необыкновенные приключения» и «Юность празднует» (1957)
- «Счастливого плавания!» и «Чёрный Томми» (1959)
- «Карнавал на Кубе» и «Трубка мира» (1962)

## Фильмография
Снялся в эпизодах художественных фильмов «Соперницы» (1929) и «Как закалялась сталь» (1942).
Выступил сорежиссёром фильмов «Ещё двенадцать» (1932, фильм не сохранился) и «Новоселье Олега Попова» (1960).

## Награды
- Орден Ленина (14.02.1980)[3][4].
- Орден «Знак Почёта» (09.10.1958)[5]
- Народный артист РСФСР (1969)
- Заслуженный деятель искусств РСФСР (23.10.1963)